# Ипохский вокзал
Железнодорожный вокзал в Ипохе, Малайзия, — яркое произведение колониальной архитектуры начала XX века, «визитная карточка» города. Построенный в эдвардианском стиле с индо-сарацинскими чертами, он наречён горожанами «маленьким Тадж-Махалом». Вокзал находится в самом центре столицы султаната Перак в окружении ряда зданий того же времени — Ипохской ратуши, Церкви Богоматери Лурдской и других.
Железная дорога пришла в Ипох в 1893 году, вначале станция представляла собой одноэтажную деревянную конструкцию под черепичной крышей. К строительству большого и представительного вокзала приступили лишь через 20 лет. Проект был поручен Артуру Бенисону Хаббаку, ведущему в ту пору архитектору Британской Малайи, автору вокзала в Куала-Лумпуре, здания Верховного суда и мечети Масджид-Джаме. На первом этаже просторного здания разместились помещения железной дороги, а на втором — гостиница на 17 номеров с рестораном и баром; под названием «Majestic Hotel» она существует и поныне.
По стилю экстерьера вокзал в Ипохе более «европейский», чем Куала-Лумпурский; с колоннами и балюстрадами, полукруглыми фронтонами и большим куполом над въездной аркой. Глубокие затенённые галереи первого и второго этажа простираются на всю длину здания. Индийское влияние выражено сильно выступающими карнизами и миниатюрными чатри над угловыми колоннами вокзала.
Привокзальная площадь представляет собой открытый партер на нескольких террасах. В 2013 году она названа площадью Наследия Ипоха (Ipoh Heritage Square), отсюда начинается туристический маршрут по архитектурным памятникам города. На площади можно видеть кенотаф в честь воинов из Перака, погибших в боях Первой и Второй мировых войн, а также жертв строительства Тайско-Бирманской железной дороги. Здесь же растёт и символическое дерево Ипоха — анчар, посаженный в 1980 году премьер-министром штата Перак к 50-летию ипохского Ротари-клуба.